# جيمس ماكس
جيمس ماكس (بالإنجليزية: James Max)‏ هو صحفي بريطاني، ولد في 20 مايو 1970.